# Luc Barnier
Luc Barnier (Boulogne-Billancourt, 25 de setembro de 1954 - 16 de setembro de 2012) foi um montador francês.

## Filmografia
Principais trabalhos:
- 1978: Les oiseaux de nuit (documentário)
- 1981: Le règlement intérieur
- 1996: Pédale douce
- 1996: Irma Vep
- 1998: Place Vendôme
- 1998: L'école de la chair
- 1999: Augustin, roi du Kung-fu
- 1999: Belle maman
- 1999: The Lost Son
- 2000: Le libertin
- 2001: Change moi ma vie
- 2002: Adolphe
- 2002: Demonlover
- 2003: Nowhere to Go But Up
- 2006: Paris, je t'aime
- 2008: Bienvenue chez les Ch'tis
- 2009: Coco avant Chanel
- 2009: Villa Amalia
- 2010: Au fond des bois
- 2010: Carlos
- 2012: Les adieux à la reine

## Prémios e nomeações
César
| Ano  | Categoria       | Filme         | Resultado |
| ---- | --------------- | ------------- | --------- |
| 1999 | Melhor montagem | Place Vendôme | Indicado  |
| 2011 | Melhor montagem | Carlos        | Indicado  |

Prémios do Cinema Europeu (Europa)
| Ano  | Categoria       | Filme  | Resultado |
| ---- | --------------- | ------ | --------- |
| 2010 | Melhor montador | Carlos | Venceu    |